# Йонел Зяна
Йонел (Йон) Зяна (на румънски: Ionel Zeana) е румънски писател, член на Желязната гвардия.

## Биография
Зяна е роден в 1912 година в берското арумънско (влашко) село Доляни, тогава в Османската империя, днес Кумария, Гърция, в семейството на Мария Гамзели и Николае Зяна. Посещава началното училище в родното си село и в Бер, по-късно учи в румънската гимназия в Солун. В 1928 г. семейството му емигрира в Румъния и се установява в Добрич, където Зяна продължава учението си. Завършва гимназия в Ръмнику Вълча. Учи в Медицинския факултет на Клужкия университет (1932-1938), като специализира във фтизиология. Присъединява се към Желязната гвардия. Участва в студентския конгрес в Търгу Муреш през април 1936 година и след него е арестуван и затворен за 6 месеца в Клуж. По време на репресиите срещу легионерите на 21 - 22 септември 1939 година след убийството на Арманд Кълинеску оцелява от клането в лагера на Миеркуря Чук.
След войната, при комунистическия режим през май 1948 година е арестуван в Кюстенджа, където работи като лекар и е осъден на 10 години. Освободен е в 1963 година и работи в различни туберкулозни санаториуми
Зяна публикува в пресата – „Гласул Щръмошеск“, „Буна Вестире“ и „Арматолии“ (1940), издание на Константин Папаначе, в което е и редактор. Публикува стихотворения и в чужди списания като „Зборлу а Ностру“ в Германия и „Феникс“ в Република Македония. От 1990 г. сътрудничи на „Дещептаря“, „Димъндаря“, „Кувънтул Романеск“. Превежда на арумънски Михай Еминеску, Лучиан Блага и други. Издава антология на арумънската поезия в три тома (2001) - класическа, модерна и съвременна.

## Творчество
- Căntitsi tră armănami — Cântece pentru aromâni, ediţie îngrijită şi prefaţă de Tiberius Cunia, Syracuse (Statele Unite), 1992;
- Golgota românească, Bucureşti, 1995;
- Florilegiu, Bucureşti, 2000;
- Arăzgănseri, ediţie îngrijită şi prefaţă de Dina Cuvata, Skopje, 2002;
- Vulturii Pindului, Bucureşti, 2002.

Редакторство, антологии
- Lucian Blaga, Puizii aleapti, Fayetteville, New York — Constanţa, 1995; ediţia II, postfaţă Hristu Cândroveanu, Bucureşti, 2000;
- Mihai Eminescu, Poezii, ediţie îngrijită şi prefaţă de Hristu Cândroveanu, Bucureşti, 1997;
- Theodor Gher. Zuca, Samaroscutlu (Astarea-a Sămarlui), Fayetteville, New York — Constanţa, 1999 (în colaborare cu Apostol Caciuperi şi Sutiri Galani);
- Antuluyia-a puiziiljei armănească, I-III, Fayetteville, New York — Constanţa, 2001;
- Justin Tambozi, Poeme, ediţia aromână-română, prefaţă de Aureliu Goci, Bucureşti, 2002.